# J. Safra Sarasin Swiss Open Gstaad 2017 - Qualificazioni singolare
Le qualificazioni del singolare del J. Safra Sarasin Swiss Open Gstaad 2017 sono state un torneo di tennis preliminare per accedere alla fase finale della manifestazione. I vincitori dell'ultimo turno sono entrati di diritto nel tabellone principale. In caso di ritiro di uno o più giocatori aventi diritto a questi sono subentrati i lucky loser, ossia i giocatori che hanno perso nell'ultimo turno ma che avevano una classifica più alta rispetto agli altri partecipanti che avevano comunque perso nel turno finale.

## Teste di serie
1. Arthur De Greef (primo turno)
2. João Souza (ultimo turno)
3. Adrián Menéndez Maceiras (primo turno)
4. Yannick Hanfmann (qualificato)

1. Attila Balázs (primo turno)
2. Stefano Napolitano (ultimo turno)
3. Lorenzo Giustino (qualificato)
4. Gleb Sakharov (qualificato)

## Qualificati
1. Gleb Sakharov
2. Lorenzo Giustino

1. Daniel Brands
2. Yannick Hanfmann

## Tabellone

### Legenda
| - Q = Qualificato - WC = Wild card - LL = Lucky loser | - ALT = Alternate - SE = Special Exempt - PR = Protected Ranking | - w/o = Walkover - r = Ritirato - d = Squalificato |

### Sezione 1
|  | Primo turno | Primo turno     | Primo turno     | Primo turno | Primo turno |  |  | Ultimo turno | Ultimo turno  | Ultimo turno  | Ultimo turno | Ultimo turno |  |
|  |             |                 |                 |             |             |  |  |              |               |               |              |              |  |
|  | 1           | Arthur De Greef | Arthur De Greef | 65          | 2           |  |  |              |               |               |              |              |  |
|  | WC          | Adrian Bodmer   | Adrian Bodmer   | 7           | 6           |  |  | WC           | Adrian Bodmer | Adrian Bodmer | 3            | 5            |  |
|  |             | Yannick Mertens | Yannick Mertens | 4           | 5           |  |  | 8            | Gleb Sakharov | Gleb Sakharov | 6            | 7            |  |
|  | 8           | Gleb Sakharov   | Gleb Sakharov   | 6           | 7           |  |  |              |               |               |              |              |  |

### Sezione 2
|  | Primo turno | Primo turno      | Primo turno | Primo turno | Primo turno |  |  | Ultimo turno | Ultimo turno     | Ultimo turno     | Ultimo turno | Ultimo turno |  |
|  |             |                  |             |             |             |  |  |              |                  |                  |              |              |  |
|  | 2           | João Souza       | 6           | 3           | 7           |  |  |              |                  |                  |              |              |  |
|  |             | Gianluigi Quinzi | 4           | 6           | 65          |  |  | 2            | João Souza       | João Souza       | 64           | 65           |  |
|  | Alt         | Yann Marti       | 4           | 7           | 2           |  |  | 7            | Lorenzo Giustino | Lorenzo Giustino | 7            | 7            |  |
|  | 7           | Lorenzo Giustino | 6           | 63          | 6           |  |  |              |                  |                  |              |              |  |

### Sezione 3
|  | Primo turno | Primo turno              | Primo turno              | Primo turno | Primo turno |  |  | Ultimo turno | Ultimo turno       | Ultimo turno | Ultimo turno | Ultimo turno |  |
|  |             |                          |                          |             |             |  |  |              |                    |              |              |              |  |
|  | 3           | Adrián Menéndez Maceiras | Adrián Menéndez Maceiras | 2           | 3           |  |  |              |                    |              |              |              |  |
|  |             | Daniel Brands            | Daniel Brands            | 6           | 6           |  |  |              | Daniel Brands      | 7            | 5            | 7            |  |
|  | WC          | Marc-Andrea Huesler      | Marc-Andrea Huesler      | 3           | 2           |  |  | 6            | Stefano Napolitano | 63           | 7            | 63           |  |
|  | 6           | Stefano Napolitano       | Stefano Napolitano       | 6           | 6           |  |  |              |                    |              |              |              |  |

### Sezione 4
|  | Primo turno | Primo turno       | Primo turno       | Primo turno | Primo turno |  |  | Ultimo turno | Ultimo turno      | Ultimo turno      | Ultimo turno | Ultimo turno |  |
|  |             |                   |                   |             |             |  |  |              |                   |                   |              |              |  |
|  | 4           | Yannick Hanfmann  | Yannick Hanfmann  | 6           | 6           |  |  |              |                   |                   |              |              |  |
|  |             | Marcelo Arévalo   | Marcelo Arévalo   | 1           | 1           |  |  | 4            | Yannick Hanfmann  | Yannick Hanfmann  | 6            | 6            |  |
|  | Alt         | Jonathan Eysseric | Jonathan Eysseric | 6           | 6           |  |  | Alt          | Jonathan Eysseric | Jonathan Eysseric | 2            | 1            |  |
|  | 5           | Attila Balázs     | Attila Balázs     | 2           | 3           |  |  |              |                   |                   |              |              |  |